# Nilothauma
Nilothauma is een muggengeslacht uit de familie van de Dansmuggen (Chironomidae).

## Soorten
- N. babiyi (Rempel, 1937)
- N. bicornis (Townes, 1945)
- N. brayi (Goetghebuer, 1921)
- N. hibaratertium Sasa, 1993
- N. mirabilis (Townes, 1945)